# Гі Гроссо
Ґі Ґроссо (фр. Guy Grosso; справжнє ім'я Ґі Марсель Саррацин (фр. Guy Marcel Sarrazin; 19 серпня 1933 Бове — 14 лютого 2001, Сен-Жермен-ан-Ле) — французький актор і конферансьє.

## Життєпис
Здобув популярність у Франції в кінці 1950-х років як учасник комедійного дуету «Гроссо і Модо» з актором Мішелем Модо, з яким знявся в численних фільмах з Луї де Фюнесом в головних ролях.
В тому числі, в серії фільмів про жандармів з Сент-Тропе, в яких він зіграв роль жандарма Гастона Трікар.
Похований на цвинтарі Леваллуа-Перре.

## Вибрана фільмографія
- 1961 — Прекрасна американка / La belle Américaine)
- 1962 — Процес
- 1964 — Жандарм із Сан-Тропе
- 1965 — Жандарм у Нью-Йорку
- 1967 — Великі канікули
- 1968 — Жандарм одружується
- 1970 — Жандарм на відпочинку / Le Gendarme en Balade
- 1979 — Жандарм та інопланетяни
- 1980 — Скупий